# Kłosy (Czarna Dąbrówka)
Kłosy (deutsch Klössen oder Klößen, kaschubisch Kłosë) ist ein Dorf im Verwaltungsbezirk Gmina Czarna Dąbrówka (deutsch Schwarz Demerkow) im Powiat Bytowski (Bütower Kreis) der polnischen Woiwodschaft Pommern.

## Geographische Lage
Das Dorf liegt in Hinterpommern, östlich am Jassener See, etwa 24 Kilometer nordöstlich von Bütow und acht  Kilometer südöstlich von Czarna Dąbrówka (Schwarz Damerkow).

## Geschichte
Im Jahr 1780 war Klößen ein Nebengut oder Vorwerk des adligen Guts Buchwalde. Durch den Erbrezess vom 21. Juli 1835 übernahmen die drei Geschwister von Laszewsky das Gut Buchwalde für 19.129 Taler; durch den Teilungsvertrag vom 29. Mai 1845 gelangte Anton Valentin Michael von Laszewsky in den Besitz des Vorwerks Klößen.
Anfang der 1930er Jahre hatte die Landgemeinde Klößen eine Flächengröße von 7,4 km². Innerhalb der Gemeindegrenzen standen insgesamt 30 bewohnte Wohnhäuser an zwei verschiedenen Wohnstätten:
1. Klößen
2. Wussowke

Im Jahr 1925 wurden 226 Einwohner gezählt, 222 Einwohner im Jahr 1933 und 206 im Jahr 1939.
Bis 1945 bildete Klößen eine Landgemeinde im Landkreis Bütow im Regierungsbezirk Köslin der preußischen Provinz Pommern des Deutschen Reichs. Die Gemeinde Klößen war dem Amtsbezirk Jassen zugeordnet.
Vor Ende des Zweiten Weltkriegs wurde Klößen Anfang März 1945 von der Roten Armee besetzt. Bald darauf wurde Klößen zusammen mit ganz Hinterpommern von der Sowjetunion der Volksrepublik Polen zur Verwaltung überlassen. Danach kamen Polen in das Dorf, die die einheimischen Dorfbewohner aus ihren Häusern und Wohnungen drängten. Für Klößen wurde die polonisierte Ortsbezeichnung ‚Kłosy‘ eingeführt. In der Folgezeit wurden die einheimischen Dorfbewohner von der polnischen Administration aus Klößen vertrieben.
In den Jahren 1975–1998 gehörte das Dorf administrativ zur Woiwodschaft Słupsk.

## Kirche

### Kirchspiel bis 1945
Die bis 1945 hier lebenden einheimischen Dorfbewohner gehörten mit seltenen Ausnahmen der evangelischen Konfession an. Unter den 226 Einwohnern des Jahres 1925 befanden sich 225 Evangelische und ein Katholik. Das evangelische Kirchspiel war in Jassen.
Das katholische Kirchspiel war in Bütow.

### Polnisches Kirchspiel seit 1945
Die seit 1945 und Vertreibung der einheimischen Dorfbewohner anwesende polnische Einwohnerschaft ist größtenteils katholisch.